# Trolejbusy w Portsmouth
Trolejbusy w Portsmouth – zlikwidowany system trolejbusowy w mieście Portsmouth w Hampshire, w Anglii, w Wielkiej Brytanii. Został otwarty 4 sierpnia 1934 r. i z dniem 10 listopada 1936 r. zastąpił ostatnią zlikwidowaną linię miejscowego systemu tramwajowego.
Na tle pozostałych, nieistniejących już systemów trolejbusowych w Wielkiej Brytanii, system w Portsmouth był średniej wielkości; istniało łącznie 9 linii, maksymalnie posiadano 139 trolejbusów. Trolejbusy w Portsmouth zlikwidowano 27 lipca 1963 r.
Zachowały się dwa trolejbusy z Portsmouth: jeden w East Anglia Transport Museum w Carlton Colville, Suffolk, drugi w CPPTD Museum (pierwotnie w Milestones Museum).